# 埃文·貝茨

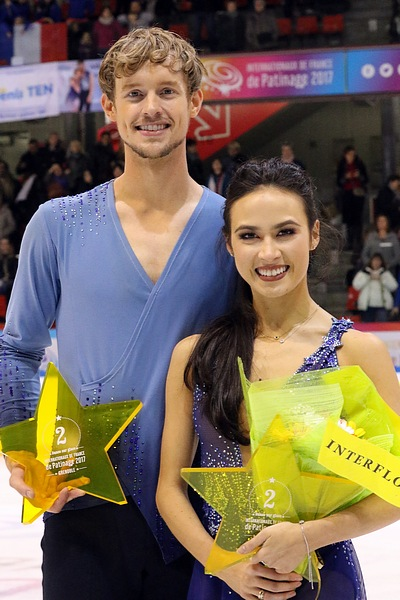
卓特兰和贝茨，摄于2017年

埃文·貝茨（英語：Evan Bates，1989年2月23日—），美國花式溜冰運動員，他的舞伴是卓特蘭（英語：Madison Chock，又譯「麥迪遜·喬克」）。他代表美國隊參加了中國舉行的2022年冬季奧林匹克運動會，並且在團體比賽上獲得金牌。